# (2016) Heinemann
(2016) Heinemann ist ein Asteroid des Hauptgürtels, der am 18. September 1938 von dem deutschen Astronomen Alfred Bohrmann in Heidelberg entdeckt wurde.
Benannt ist der Asteroid nach dem deutschen Astronomen Karl Heinemann (1898–1970).